# 飛騨国分寺
飛騨国分寺（ひだこくぶんじ）は、岐阜県高山市にある高野山真言宗の寺院である （国は旧字体「國」が正式）。山号は医王山（医は旧字体「醫」が正式）。

## 沿革
741年（天平13年）、聖武天皇により国分寺建立の詔が発せられ、746年（天平18年）頃、行基によって建立されたという。
819年（弘仁10年）、火災で焼失。855年（斉衡2年）ころ、再建される。
室町時代に本堂が再建されるが、詳しい時期は不明である。七重塔（現三重塔）に再建記録とほぼ同じと推測すると、応永年間に焼失後再建され、1585年（天正13年）、金森長近が姉小路頼綱の松倉城を攻めたさいの兵火で焼失する。この後、再建と考えられる。
1615年（元和元年）に三重塔が再建されるが、1791年（寛政3年）に暴風雨で倒壊。1821年（文政4年）再建されたのが現在の塔である。
1695年（元禄8年）、飛騨国が天領となり、高山城が取り壊され、一部は飛騨国分寺に移築され、鐘楼門などに利用されたという。

## 伽藍
- 山門
- 本堂
- 大師堂
- 庫裏
- 鐘楼堂（鐘門形式）
- 三重塔
- 不動堂
- 庚申堂

## 文化財
重要文化財（国指定）
- 本堂（室町中期）
- 木造薬師如来坐像（平安時代） - 一木彫成。像高145.7センチメートル。
- 木造聖観音菩薩立像（平安時代） - 伝飛騨国分尼寺本尊。像高204センチメートル。
- 太刀（小烏丸（こがらすまる）の太刀、伝高原諏訪城城主江馬氏家宝）

史跡（国指定）
- 飛騨国分寺塔跡（奈良時代） - 七重大塔の心礎（心柱の礎石）、上面に径1.3メートルの円柱座と舎利孔がある。

天然記念物（国指定）
- 飛騨国分寺の大イチョウ[1] - 推定樹齢1250年、幹周10メートル、高さ28メートルの大イチョウ。古来「乳イチョウ」と呼ぶ。

岐阜県指定重要文化財
- 木造阿弥陀如来坐像（鎌倉時代） - 伝恵心僧都作。
- 木造不動明王立像（鎌倉時代） - 護摩堂の本尊。
- 三重塔（文政4年再建） - 高さ22メートル余。

高山市指定文化財
- 国分寺鐘楼門[2]
- 国分寺表門 附棟札[3]

その他の文化財
- 弁財天像（江戸時代、円空作）

## 所在地・アクセス
- 岐阜県高山市総和町1-83
  - 東海旅客鉄道（JR東海）高山本線高山駅および高山濃飛バスセンターから徒歩5分

## その他
- 庚申堂の横には2007年に「願掛けなでさるぼぼ」（石像）が設置され、古くなったサルボボ人形用の棚が設けられてあり、さるぼぼ人形の供養が行われる。
- 飛騨国国分尼寺は、国分寺の西約600m付近に建立されていた。跡地は辻ヶ森三社となっており、境内から金堂の礎石などが発掘されている。